# Alarmschijf
De Alarmschijf is een titel die in Nederland wekelijks aan een bepaald nummer wordt gegeven om zo dit nummer extra in de belangstelling te zetten. Als een nummer wordt verkozen tot Alarmschijf wordt het als tipplaat vaker op de radio gedraaid dan andere nummers. Na een week krijgt weer een ander nummer de titel Alarmschijf. Oude Alarmschijven blijven meestal nog wel regelmatig te horen op de radio. Tegenwoordig is de Alarmschijf in Nederland te horen op de commerciële radiozender Qmusic.
De Alarmschijf is ontstaan bij Radio Veronica als hittip van de zeezender, nadat de dj's eerder individuele tips voor de Veronica Top 40 hadden gecreëerd. De allereerste Alarmschijf stamt van zaterdag 1 november 1969 en was Fleetwood Mac met Oh Well Part 1 & 2 / Albatross: een single met een zogenaamde "dubbele A-kant". Oorspronkelijk stond de Alarmschijf gelijk aan de nummer 1-positie in de Tipparade, maar dit is sinds de latere jaren niet altijd meer het geval.
Eind 2018 heeft Radio 538 bekendgemaakt te stoppen met het uitzenden van de Nederlandse Top 40 en in plaats hiervan hun eigen 538 Top 50 uit te gaan zenden. Vervolgens kwam de hitlijst per 4 januari 2019 in handen van Qmusic. Hiermee hebben zij ook de Alarmschijf in handen gekregen.

## Geschiedenis
Het fenomeen Alarmschijf is een kopie van de toen al in de Verenigde Staten en Engeland gehanteerde term hit tips: platen die gegarandeerd de hitparades zouden 'binnenstormen', dit in tegenstelling tot de Hilversum 3 Troetelschijf, waarbij meestal platen gekozen werden die een zetje nodig hadden. Ook bij Radio Veronica was dit een eis om een plaat tot Alarmschijf te kunnen 'bombarderen'. De selectie van de Alarmschijf werd op donderdag uitgevoerd door de gezamenlijke Veronica-dj's onder mogelijke goedkeuring van baas Lex Harding, die ook zijn belangen had/heeft in de Stichting Nederlandse Top 40.
De op donderdag verkozen Alarmschijf betekende in de daaropvolgende week een gegarandeerde extra omzet van zo'n 5000 singles, omdat de dj's in discotheken en dergelijke de plaat meteen kochten en draaiden. De titel "Alarmschijf" was een commercieel belangrijke bijdrage in de omzet van platenmaatschappijen en artiesten.
Nadat de zeezender Radio Veronica op zaterdag 31 augustus 1974 haar uitzendingen noodgewongen moest staken, was de Alarmschijf een maand lang niet te horen op de radio. Toen de TROS als A-omroep vanaf donderdag 3 oktober 1974 tussen 14:00 en 18:00 uur de Tipparade en de Nederlandse Top 40 ging uitzenden op Hilversum 3, werd ook de Alarmschijf als tipplaat gedraaid op de TROS donderdag. Volgens een podcastinterview dat dj Ferry Maat op 27 februari 2018 gaf aan het internetplatform Spreekbuis, luisterden er in de periode dat de TROS de Tipparade, de Nederlandse Top 40 en de tipplaat Alarmschijf uitzond op Hilversum 3 (3 oktober 1974 t/m 20 mei 1976) gemiddeld 3,5 tot 4 miljoen luisteraars naar "de nationale donderdagmiddaggebeurtenis". Dit is een absoluut luistercijferrecord op de Nederlandse radio, samen met een uitzending van de Nationale Hitparade door de NOS in 1977 (3,3 miljoen luisteraars).
Toen Veronica vanaf 1 januari 1976 terugkeerde als publieke omroep en per Hemelvaartsdag 27 mei 1976 de tipplaat Alarmschijf, de Tipparade en de Nederlandse Top 40 weer terug kreeg van de TROS, (die de tipplaat en de beide hitlijsten als A-omroep naar Hilversum 3 haalde), werd vanaf vrijdag 28 mei 1976 ook de Alarmschijf door Veronica weer ingezet in haar uitzendingen op Hilversum 3 en vanaf 6 december 1985 vanaf de start van de befaamde Volle Vrijdag op vanaf dan Radio 3.
Op maandag 5 oktober 1992 werd op Radio 3 de nieuwe horizontale programmering ingevoerd op het vanaf dan eveneens vernieuwde Radio 3 en verdwenen de verschillende tip schijven van de diverse omroepen. De uitzondering was de Veronica Alarmschijf, die voortaan door alle omroepen  werd gedraaid en nu Radio 3 Alarmschijf werd genoemd. De allereerste Radio 3 Alarmschijf van de week werd op zaterdag 10 oktober 1992 verkozen. Dit was Keep the Faith van de Amerikaanse rockband Bon Jovi.
De Radio 3 Alarmschijf was echter maar van korte duur, want vanaf zondag 31 januari 1993 werd de Alarmschijf door Radio 3 ingeruild voor de 3FM Megahit en een week later (per 7 februari 1993) gevolgd door de nieuwe publieke hitlijst; "de Top 50", die per zondag 7 maart 1993 werd hernoemd naar de Mega Top 50. 
Veronica moest de Nederlandse Top 40 wegens een juridische uitspraak nog tot en met zaterdag 18 december 1993 blijven uitzenden op Radio 3.
Vanaf vrijdag 18 juni 1993 werden de Alarmschijf en de Nederlandse Top 40 overgenomen door de commerciële radiozender Radio 538. In het najaar van 2018 introduceerde Radio 538 een eigen hitlijst, de 538 Top 50, om de Nederlandse Top 40 te vervangen. De Stichting Nederlandse Top 40 spande hierop een kort geding aan, waarna de rechter besloot dat Radio 538 de Nederlandse Top 40 tot eind 2018 moest blijven uitzenden en daarmee dus ook dat Radio 538 tot en met vrijdag 28 december 2018 wekelijks een Alarmschijf moest kiezen.
Zowel de Nederlandse Top 40 als de Alarmschijf zijn per 1 januari 2019 verhuisd naar de commerciële radiozender Qmusic, waar ze vanaf vrijdag 4 januari 2019 te beluisteren zijn.

## Alarmschijfkeuze

### Geen hit geworden
Er zijn enkele Alarmschijven gekozen die in de Tipparade bleven steken en dus nooit de Top 40 haalden. Dit zijn No time van The Guess Who uit 1970, Les beaux jours van Rika Zaraï uit 1972, Paroles paroles van Alain Delon & Dalida uit 1973, You're not the only girl van Jigsaw uit 1974 en Missing van Evanescence uit 2004. Missing van Evanescence werd enkel als legale download uitgebracht, maar omdat destijds deze manier van verkoop niet in de hitlijsten werd meegerekend, werd zelfs de Tipparade niet gehaald. De laatste Alarmschijf op Radio 538, het Afscheidslied voor Edwin Evers, werd eind 2018 ook geen hit. Vanwege het uitblijven van een release kreeg ook deze single geen plek in de Tipparade.

### Geen overeenstemming
In het verleden werd de keuze van een Alarmschijf soms geweigerd door de Stichting Nederlandse Top 40, zoals die voor vrijdag 20 februari 1987. De door de Veronica Radio 3-dj's verkozen single van The Cult, Love removal machine, werd door de toenmalige directrice geweigerd en, na overleg met dj en radiodirecteur Lex Harding (tijdens zijn wintersportvakantie), werd Mel & Kims Respectable verkozen tot Veronica Alarmschijf op de volle vrijdag op Radio 3. The Cult kwam later niet hoger dan nummer 34 en Mel & Kim behaalden de eerste plaats van de Nederlandse Top 40. Platenmaatschappij Virgin was destijds niet zo gelukkig met het feit dat The Cult niet de titel Alarmschijf kreeg, mede omdat men zo'n 6000 gratis extra singles met live-opnamen en een niet op lp verkrijgbare song, gestoken in een dubbelhoes, op donderdagmiddag had laten persen die zeker niet voor de normale verkoopprijs verkocht zouden worden. Een kleine bevriezing van de goede contacten met de Stichting Nederlandse Top 40 was het gevolg.

## Alarmschijfjingle
Voor jinglefreaks zit er een leuk vormgevingsverhaal aan de Alarmschijf vast. De eerste Alarmschijfjingle uit 1969 bestond uit diverse geplakte fragmenten van onder meer het nummer Liebestraum Twist van de Wama's met daaraan gemonteerd de stem van Tom Mulder/Klaas Vaak. De tweede jingle was de gezongen a-capellakoorversie. De derde versie was een synthesizer met daaraan gemixt de stem van Leo van der Goot die roept: "En dit is de (nieuwe) Alarmschijf". De huidige jingle is gemaakt door Qmusic. Hierin roept Menno Barreveld: "De Qmusic Alarmschijf".

## Afgeleiden van de Alarmschijf

### Nederland
Afgeleiden van de Alarmschijf in Nederland zijn de bij andere omroepen en radiozenders gebruikte Treiterschijf (RNI), Mi Amigo's Lieveling en de Sure Shot (Radio Mi Amigo), Troetelschijf (Hilversum 3), NOS Steunplaat, AVRO's Radio en TV-Tip, TROS Paradeplaat, Exclusiefschijf en Favorietschijf (beide NCRV), Kiesschijf en Speciale Aanbieding (beide KRO), VARA's Parkeerschijf, Disque Pop de la Semaine (VPRO), Dancesmash (Radio 538), 3FM Megahit (NPO 3FM), Super-crazy-turbo-top-hit (NPO Radio 2), NPO Radio 2 Top Song.

### België
Op de Belgische zender Studio Brussel werd er tot 2018 wekelijks een 'Hot Shot' gekozen. Deze plaat werd dan zoals de Alarmschijf extra in de aandacht geplaatst. Sinds 2019 veranderden ze het naar Catch of the Day, met een dagelijks wisselende song.
MNM gebruikt 'MNM Big Hit' voor hun song in de kijker. NRJ zet wekelijks een song in de belangstelling onder de naam 'NRJ Star'.
Sinds het najaar van 2020 heeft Qmusic België de 'Q-Topschijf'.

## Trivia
- Op 30 april 1988 waren er twee alarmschijven, namelijk Bamboléo in twee uitvoeringen, van de Gipsy Kings en van Los Reyes.
- Op vrijdag 7 april 1989 was de single Ik kan het niet alleen van De Dijk de 1000ste Alarmschijf bij Veronica op Radio 3.
- Op vrijdag 2 oktober 1992 was de allerlaatste Volle vrijdag van Veronica op Radio 3. Vanaf maandag 5 oktober 1992 stapte de nationale publieke popzender over naar een volledig horizontale programmering op het eveneens vernieuwde Radio 3. Op deze dag was Highland van One More Time de allerlaatste Veronica Alarmschijf op Radio 3.
- Op zaterdag 10 oktober 1992 was er de eerste nieuwe vaste uitzenddag van Veronica op Radio 3 en Keep the Faith van Bon Jovi de allereerste Radio 3 Alarmschijf van de week.
- In het weekeinde van 23 en 24 januari 1993 werd Easy van Faith No More op de nieuwe uitzenddag zaterdag van Veronica  verkozen tot de allerlaatste Radio 3 Alarmschijf van de week op Radio 3. Vanaf zondag 31 januari 1993 ging Radio 3 de Megahit inzetten als nieuwe wekelijkse tipschijf.
- Op vrijdag 18 juni 1993 werd de Nederlandse Top 40 voor het eerst uitgezonden op Radio 538 en op vrijdag 25 juni 1993 de Alarmschijf. Daarmee werd Blijf bij mij van Ruth Jacott en Paul de Leeuw de allereerste  Alarmschijf op Radio 538. Hiervoor koos Radio 538 al elke week een Prachtplaat en een Hollandse Hittip. De Prachtplaat werd vervangen door de Alarmschijf.
- Op vrijdag 8 januari 1999 werd Enjoy Yourself van A+ de 1500ste Alarmschijf.
- Op vrijdag 22 augustus 2008 werd Spiralling van Keane de 2000ste Alarmschijf.
- Op vrijdag 30 maart 2018 werd Leave a Light On van Tom Walker de 2500ste Alarmschijf. Ter ere hiervan zond Radio 538 op 2 april 2018 de top 100 meest succesvolle Alarmschijven uit de Nederlandse Top 40 uit.
- Op vrijdag 21 december 2018 werd Het afscheidslied voor Edwin Evers van De Vrienden van de Show van DJ Edwin Evers bekendgemaakt als de 2538e en tevens de allerlaatste Alarmschijf op Radio 538. Op deze dag maakte Evers ook zijn allerlaatste uitzending op Radio 538.
- Op vrijdag 4 januari 2019 werden de Alarmschijf en de Nederlandse Top 40 voor het eerst uitgezonden op Qmusic. Daarmee werd Grip van Seeb en Bastille de allereerste Qmusic Alarmschijf.

1969 ·
1970 ·
1971 ·
1972 ·
1973 ·
1974 ·
1975 ·
1976 ·
1977 ·
1978 ·
1979 ·
1980 ·
1981 ·
1982 ·
1983 ·
1984 ·
1985 ·
1986 ·
1987 ·
1988 ·
1989 · 
1990 · 
1991 · 
1992 · 
1993 · 
1994 · 
1995 · 
1996 · 
1997 · 
1998 · 
1999 · 
2000 · 
2001 · 
2002 · 
2003 · 
2004 · 
2005 · 
2006 · 
2007 · 
2008 · 
2009 ·
2010 ·
2011 ·
2012 ·
2013 ·
2014 ·
2015 ·
2016 ·
2017 ·
2018 ·
2019 ·
2020 ·
2021 ·
2022 ·
2023 ·
2024 ·
2025